# 1456
Il 1456 (MCDLVI in numeri romani) è un anno bisestile del XV secolo.

## Eventi
- 9 giugno – XXIII passaggio noto della Cometa di Halley al perielio, che poco prima era passata molto vicino alla Terra: la sua coda si estendeva per 60° nel cielo, assumendo la forma di una sciabola, questa cometa generò grandi terrori in Europa, dal momento che Costantinopoli era stata conquistata tre anni prima dai Turchi, e si temeva annunciasse nuovi trionfi islamici. Papa Callisto III ordina alla cristianità una serie di preghiere e digiuni propiziatori. Questa cometa venne accuratamente studiata dall'astronomo Regiomontano che ne tracciò orbita, ascensione retta e posizioni angolari reciproche dei vari pianeti giorno per giorno. (Evento astronomico 1P/1456 K1).
- 7 luglio – Venticinque anni dopo la sua morte, un nuovo processo assolve Giovanna d'Arco dall'accusa di eresia.
- 6 agosto – Assedio di Belgrado tra un esercito di crociati promosso da papa Callisto III e i Turchi ottomani guidati da Maometto II. Questa volta vincono i crociati. La data del trionfo è entrata nel calendario liturgico cristiano. Nel 1521, però, la città verrà conquistata da Solimano I.
- 5 dicembre – Un immane terremoto sconvolge la Campania e le regioni circostanti; il sisma, di magnitudo prossima a 7.1, ebbe per epicentro la fascia compresa tra l'Irpinia e il Sannio, con ripetute scosse secondarie anche in Molise. Migliaia le vittime (oltre 30 000), probabilmente trattasi del terremoto più forte che si è avuto nell'Italia peninsulare nell'ultimo millennio.
- Lazar II Branković diventa re della Serbia.
- Antoniotto Usodimare esplora il Golfo di Guinea

## Nati
- 14 gennaio - Giovanni Nesi, filosofo italiano († 1506)
- 1º febbraio - Niccolò Leonico Tomeo, docente italiano († 1531)
- 16 febbraio - Achille Grassi, cardinale e vescovo cattolico italiano († 1523)
- 1º marzo - Ladislao II di Boemia, re († 1516)
- 21 marzo - Georg von Slatkonia, vescovo cattolico sloveno († 1522)
- 23 marzo - Sigismondo Pappacoda, cardinale e vescovo cattolico italiano († 1536)
- 11 maggio - Giovanni Cristoforo Romano, scultore e medaglista italiano († 1512)
- 10 giugno - Elisabetta Maria Sforza, marchesa († 1472)
- 11 giugno - Anna Neville, sovrana inglese († 1485)
- 23 giugno - Margherita di Danimarca, danese († 1486)
- 25 giugno - Giovanni d'Aragona, cardinale e abate italiano († 1485)
- 9 agosto - Giovanni Benci, politico e mecenate italiano († 1523)
- 8 settembre - Bernardino López de Carvajal, cardinale spagnolo († 1523)
- 7 novembre - Margherita di Baviera-Landshut, principessa († 1501)
- Antonia di Paolo di Dono, pittrice italiana († 1491)
- Giovanni Aurelio Augurelli, umanista, poeta e alchimista italiano († 1524)
- Cristoforo Castiglione, militare e cavaliere medievale italiano († 1499)
- Giovanni Colonna, cardinale italiano († 1508)
- Ranuccio Farnese, condottiero italiano († 1495)
- Niccolò Fieschi, cardinale e arcivescovo cattolico italiano († 1524)
- Ippolito del Donzello, pittore e architetto italiano († 1494)
- Jan Łaski, arcivescovo cattolico e politico polacco († 1531)
- Sonam Lhundrup, monaco buddhista tibetano († 1531)
- Diego López Pacheco y Portocarrero, nobile spagnolo († 1529)
- Giovanni Antonio Petrucci, politico italiano († 1486)
- Carlo Ruini, giurista italiano († 1530)
- Mary Woodville, nobile inglese († 1481)
- Afonso I del Congo, re

## Morti
- 8 gennaio - Lorenzo Giustiniani, patriarca cattolico italiano (n. 1381)
- 17 gennaio - Elisabetta di Lorena-Vaudémont, scrittrice (n. 1397)
- 30 marzo - Pietro Regalado, religioso, presbitero e santo spagnolo (n. 1390)
- 20 aprile - Raffaello di Leca, politico e militare italiano (n. 1432)
- 25 aprile - Biagio Assereto, ammiraglio italiano
- 12 luglio - Alfonso de Cartagena, vescovo cattolico spagnolo (n. 1384)
- 23 luglio - Feltrino Boiardo, condottiero e letterato italiano (n. 1380)
- 5 agosto - Angelo Maccagnino, pittore italiano
- 11 agosto - Giovanni Hunyadi, condottiero e politico ungherese
- 22 agosto - Vladislav II di Valacchia, militare rumeno
- 27 settembre - Lorenzo da Ripafratta, religioso italiano
- 3 ottobre - Walram von Moers, cardinale e vescovo cattolico tedesco (n. 1393)
- 17 ottobre - Nicolas Grenon, compositore francese
- 23 ottobre - Giovanni da Capestrano, religioso italiano (n. 1386)
- 3 novembre - Edmondo Tudor, nobile britannico (n. 1430)
- 12 novembre - Gabriele Ferretti, francescano italiano (n. 1385)
- 25 novembre - Jacques Cœur, mercante francese (n. 1395)
- 4 dicembre - Carlo I di Borbone, nobile (n. 1401)
- 21 dicembre - Carlo Gonzaga, nobile (n. 1417)
- 24 dicembre - Đurađ Branković, sovrano serbo (n. 1377)
- Andrea da Firenze, religioso italiano
- Troiano Caracciolo, nobile e condottiero italiano
- Giovanni Eugenico, teologo bizantino (n. 1395)
- Andreolo Giustiniani, antiquario e scrittore italiano (n. 1385)
- Guido I Gonzaga di Bagnolo, nobile e condottiero italiano
- Juan de Mena, poeta e umanista spagnolo (n. 1411)
- Rossello di Jacopo Franchi, pittore italiano
- Guillem Sagrera, architetto e scultore spagnolo (n. 1380)
- Philippe de Ternant, nobile francese (n. 1400)
- Turakhan Bey, generale ottomano

## Calendario
| Calendario 1456 | Calendario 1456 | Calendario 1456 | Calendario 1456 | Calendario 1456 | Calendario 1456 | Calendario 1456 | Calendario 1456 | Calendario 1456 | Calendario 1456 | Calendario 1456 | Calendario 1456 | Calendario 1456 | Calendario 1456 | Calendario 1456 | Calendario 1456 | Calendario 1456 | Calendario 1456 | Calendario 1456 | Calendario 1456 | Calendario 1456 | Calendario 1456 | Calendario 1456 | Calendario 1456 | Calendario 1456 | Calendario 1456 | Calendario 1456 | Calendario 1456 | Calendario 1456 | Calendario 1456 | Calendario 1456 | Calendario 1456 | Calendario 1456 |
| --------------- | --------------- | --------------- | --------------- | --------------- | --------------- | --------------- | --------------- | --------------- | --------------- | --------------- | --------------- | --------------- | --------------- | --------------- | --------------- | --------------- | --------------- | --------------- | --------------- | --------------- | --------------- | --------------- | --------------- | --------------- | --------------- | --------------- | --------------- | --------------- | --------------- | --------------- | --------------- | --------------- |
|                 | 1               | 2               | 3               | 4               | 5               | 6               | 7               | 8               | 9               | 10              | 11              | 12              | 13              | 14              | 15              | 16              | 17              | 18              | 19              | 20              | 21              | 22              | 23              | 24              | 25              | 26              | 27              | 28              | 29              | 30              | 31              |                 |
| Gennaio         | Gi              | Ve              | Sa              | Do              | Lu              | Ma              | Me              | Gi              | Ve              | Sa              | Do              | Lu              | Ma              | Me              | Gi              | Ve              | Sa              | Do              | Lu              | Ma              | Me              | Gi              | Ve              | Sa              | Do              | Lu              | Ma              | Me              | Gi              | Ve              | Sa              |                 |
| Febbraio        | Do              | Lu              | Ma              | Me              | Gi              | Ve              | Sa              | Do              | Lu              | Ma              | Me              | Gi              | Ve              | Sa              | Do              | Lu              | Ma              | Me              | Gi              | Ve              | Sa              | Do              | Lu              | Ma              | Me              | Gi              | Ve              | Sa              | Do              |                 |                 |                 |
| Marzo           | Lu              | Ma              | Me              | Gi              | Ve              | Sa              | Do              | Lu              | Ma              | Me              | Gi              | Ve              | Sa              | Do              | Lu              | Ma              | Me              | Gi              | Ve              | Sa              | Do              | Lu              | Ma              | Me              | Gi              | Ve              | Sa              | Do              | Lu              | Ma              | Me              |                 |
| Aprile          | Gi              | Ve              | Sa              | Do              | Lu              | Ma              | Me              | Gi              | Ve              | Sa              | Do              | Lu              | Ma              | Me              | Gi              | Ve              | Sa              | Do              | Lu              | Ma              | Me              | Gi              | Ve              | Sa              | Do              | Lu              | Ma              | Me              | Gi              | Ve              |                 |                 |
| Maggio          | Sa              | Do              | Lu              | Ma              | Me              | Gi              | Ve              | Sa              | Do              | Lu              | Ma              | Me              | Gi              | Ve              | Sa              | Do              | Lu              | Ma              | Me              | Gi              | Ve              | Sa              | Do              | Lu              | Ma              | Me              | Gi              | Ve              | Sa              | Do              | Lu              |                 |
| Giugno          | Ma              | Me              | Gi              | Ve              | Sa              | Do              | Lu              | Ma              | Me              | Gi              | Ve              | Sa              | Do              | Lu              | Ma              | Me              | Gi              | Ve              | Sa              | Do              | Lu              | Ma              | Me              | Gi              | Ve              | Sa              | Do              | Lu              | Ma              | Me              |                 |                 |
| Luglio          | Gi              | Ve              | Sa              | Do              | Lu              | Ma              | Me              | Gi              | Ve              | Sa              | Do              | Lu              | Ma              | Me              | Gi              | Ve              | Sa              | Do              | Lu              | Ma              | Me              | Gi              | Ve              | Sa              | Do              | Lu              | Ma              | Me              | Gi              | Ve              | Sa              |                 |
| Agosto          | Do              | Lu              | Ma              | Me              | Gi              | Ve              | Sa              | Do              | Lu              | Ma              | Me              | Gi              | Ve              | Sa              | Do              | Lu              | Ma              | Me              | Gi              | Ve              | Sa              | Do              | Lu              | Ma              | Me              | Gi              | Ve              | Sa              | Do              | Lu              | Ma              |                 |
| Settembre       | Me              | Gi              | Ve              | Sa              | Do              | Lu              | Ma              | Me              | Gi              | Ve              | Sa              | Do              | Lu              | Ma              | Me              | Gi              | Ve              | Sa              | Do              | Lu              | Ma              | Me              | Gi              | Ve              | Sa              | Do              | Lu              | Ma              | Me              | Gi              |                 |                 |
| Ottobre         | Ve              | Sa              | Do              | Lu              | Ma              | Me              | Gi              | Ve              | Sa              | Do              | Lu              | Ma              | Me              | Gi              | Ve              | Sa              | Do              | Lu              | Ma              | Me              | Gi              | Ve              | Sa              | Do              | Lu              | Ma              | Me              | Gi              | Ve              | Sa              | Do              |                 |
| Novembre        | Lu              | Ma              | Me              | Gi              | Ve              | Sa              | Do              | Lu              | Ma              | Me              | Gi              | Ve              | Sa              | Do              | Lu              | Ma              | Me              | Gi              | Ve              | Sa              | Do              | Lu              | Ma              | Me              | Gi              | Ve              | Sa              | Do              | Lu              | Ma              |                 |                 |
| Dicembre        | Me              | Gi              | Ve              | Sa              | Do              | Lu              | Ma              | Me              | Gi              | Ve              | Sa              | Do              | Lu              | Ma              | Me              | Gi              | Ve              | Sa              | Do              | Lu              | Ma              | Me              | Gi              | Ve              | Sa              | Do              | Lu              | Ma              | Me              | Gi              | Ve              |                 |